# Molí del Marquès (Castellnou d'Ossó)
El Molí del Marquès és un molí de Castellnou d'Ossó, al municipi d'Ossó de Sió (Urgell), inclòs a l'Inventari del Patrimoni Arquitectònic de Catalunya. És situat a la riba dreta del riu Sió, sota el poble de Castellnou. Com la majoria de molins fariners hidràulics de la comarca, aquest molí es troba a la seva part oriental o nord, o sigui al curs alt i mitjà dels rius Corb, Ondara i Sió i dels seus afluents. El molí es pot datar cap al segle xiii. És comparable a altres molins de l'època, especialment el Molí de la Sinoga, de Sant Martí de Riucorb.

## Arquitectura

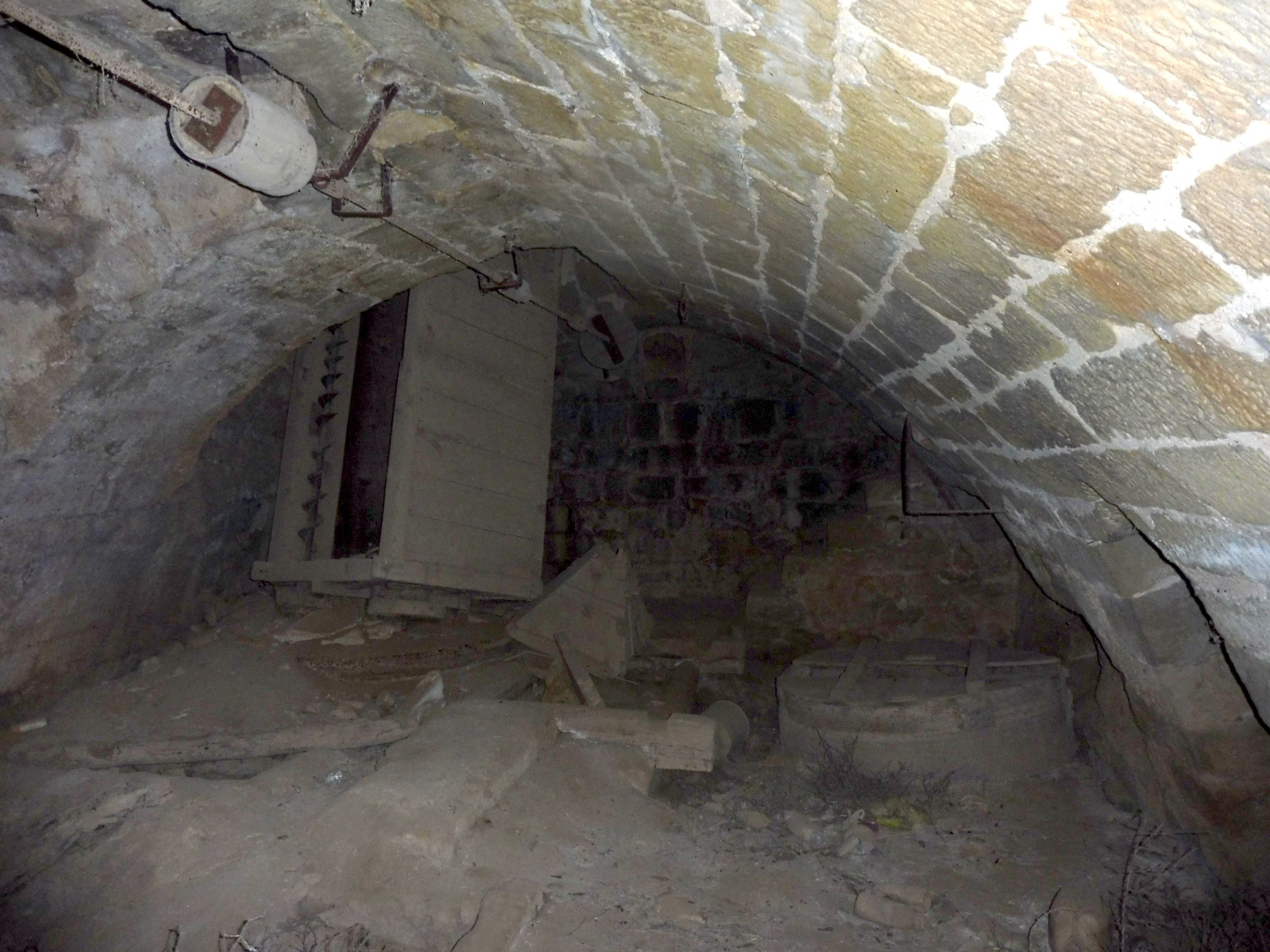
Sala de les moles, coberta amb volta apuntada (agost 2016)

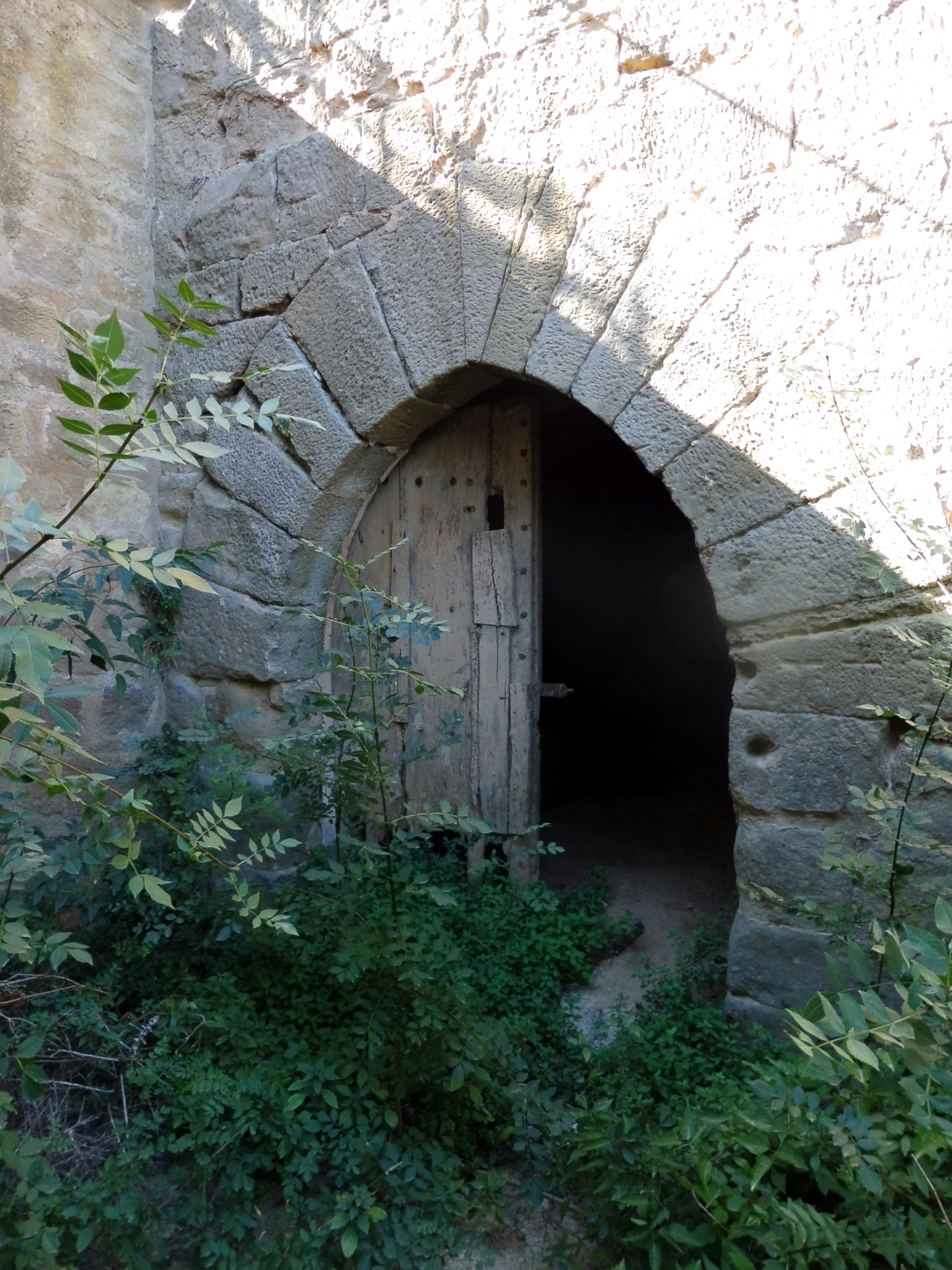
Portal d'entrada a la sala de moldre (agost 2016)

Es tracta d'un molí hidràulic fariner, d'estructura totalment quadrada i subdividida en dos pisos: la part baixa és on hi havia la sala de les moles la qual és coberta amb volta de canó lleugerament apuntada. Té dues portes d'accés, una que s'obre al NE, amb un arc lleugerament apuntat i a l'interior amb un arc rebaixat; una altra porta, d'arc de mig punt i formada per cinc dovelles, en la mateixa paret, que permetia l'entrada a la casa del moliner. Aquesta estança està en el nivell superior a la sala de les moles. Sembla que a més hi va haver unes golfes de molt poca alçada. Al darrere del molí s'hi pot observar una bassa feta de carreus i amb cinc esglaons a la cara més externa.
A l'interior, els costats llargs fan 6,02 m i 6,62 m i els curts 4,65 m i 4,80 m. La paret nord-est té un gruix d'1,07 m i la nord-oest fa 1,62 m i és coberta amb volta lleugerament apuntada. Contenia dues moles (amb les respectives moles sobiranes que roden damunt les jussanes, fixes) situades al costat del mur sud-est, darrere del qual hi ha els cups. Els carcabans (o cacaus) són allargats i estrets, de poc més d'1 m d'alçada per 15 cm d'amplada. La porta s'obre a la paret del NE. Té una amplada a l'interior d'1,87 m. És acabada a l'exterior amb un arc lleugerament apuntat i a l'interior amb un  arc rebaixat. En el mateix mur NE, a l'extrem sud, s'obria una segona porta, d'arc de mig punt i formada per cinc dovelles, que permetia l'entrada a la casa del moliner.
Els dos cups eren darrere la paret sud-est. Tenen forma cilíndrica i resten oberts per la banda que dona a la bassa. Tenen un diàmetre de gairebé 2,5 m i permetien un salt, des de la superfície de l'aigua de la bassa a l'entrada del carcabà d'uns 4 m. Tant la sala de les moles com els cups són fets amb carreus ben escairats i força grans, units amb morter de calç. Per damunt de la sala de les moles comença una construcció feta amb tàpia destinada a l'habitatge del moliner. Hi hauria una sala principal, amb una alçada de sostre d'uns 4 m i unes golfes al damunt d'uns 2,5 m d'alçada. Ambdues resten partides per dos arcs transversals. La bassa té unes mides de 68 m X 16 m. Seguint la séquia, uns centenars de metres riu amunt s'hi troba la resclosa, d'una longitud d'uns 25 m. És feta amb carreus i uns cinc esglaons a la cara més externa.